# Bulgaria al Turkvision Song Contest
La Bulgaria ha partecipato a 2 edizioni del Turkvision Song Contest a partire dal 2014. La rete che cura le varie partecipazioni è la AMTV. Si ritira nel 2020.

## Partecipazioni
- Primo posto
- Secondo posto
- Terzo posto
- Ultimo posto

| Anno                            | Artista       | Canzone            | Posizione | Punti | Note |
| ------------------------------- | ------------- | ------------------ | --------- | ----- | ---- |
| Nessuna partecipazione nel 2013 |               |                    |           |       |      |
| 2014                            | İsmail Matev  | "Yollara, Taşlara" | 11        | 172   |      |
| 2015                            | Big Star Life | "İstanbuldayiz"    | 6         | 162   |      |
| Nessuna partecipazione nel 2020 |               |                    |           |       |      |